# Mahina Paul
Mahina Paul, född 19 april 2001, är en nyzeeländsk rugbyspelare. Hon ingick i det nyzeeländska lag som tog guld i sjumannarugby vid OS 2024 i Paris.